# Подольск (Украина)
Подо́льск (укр. Подільськ; до 1935 года — Би́рзула, до 2016 года — Кото́вск) — город в Одесской области Украины. Административный центр Подольского района и Подольской городской общины.
Известен с середины 1860-х годов как Бирзула. В 1925 году здесь был похоронен в мавзолее известный советский военачальник Григорий Котовский. В 1935 году Бирзулу переименовали в Котовск и в 1938 году присвоили статус города. С 1940 года Котовск в составе Одесской области УССР.
Железнодорожная станция на линии Жмеринка—Одесса, имеется крупное локомотивное депо.

## История
Село Бирзула впервые упоминается в турецких документах 1779 года в числе 41 населённого пункта Дубоссарской райи Османской империи. 29 декабря 1791 года, после подписания Ясского мирного договора, земли, находившиеся между Южным Бугом и Днестром, отошли к Российской империи и поселение вошло в состав Ново-Дубоссарского уезда Екатеринославского наместничества. 13 апреля 1795 года Екатерина II своим указом образовала Вознесенское наместничество. Селение вошло в состав Тираспольского уезда. 12 декабря 1796 года Павел I повелел вместо Екатеринославской называться Новороссийской губернией. Город Екатеринослав был переименован в Новороссийск, одновременно к Новороссийской губернии были присоединены Вознесенское наместничество и Таврическая область, окончательно границы губернии были определены 29 августа 1797 года указом «О назначении границ Новороссийской, Киевской, Минской, Волынской и Подольской». В результате проведённой Павлом I реформы, поселение входит в состав Тираспольского уезда Новороссийской губернии.
8 октября 1802 года Александр I вернул Екатеринославу его старое имя и разбил Новороссийскую губернию на три: Екатеринославскую, Таврическую и Николаевскую. Поселение, вместе с Тираспольским уездом, вошло в состав Николаевской губернии, а 15 мая 1803 года — в состав Херсонской губернии. 28 сентября 1834 года по указу Николая I Тираспольский уезд был разделён на 2 части и создан новый Ананьевский уезд, после этого поселение вошло в состав Ананьевского уезда.
17 мая 1863 года началось строительство железной дороги «Одесса—Балта» (в районе Бирзулы) — первой железной дороги в пределах территории Украины, входившей в состав Российской империи. Дорога вступила в эксплуатацию 18 декабря 1865 года (в 1875 году произошла крупная Тилигульская катастрофа на ж/д под Бирзулой). В 1882 году было открыто двухклассное железнодорожное училище.
По данным 1895 года, в селе Бирзуле имелись кирпичный завод, четыре лавки, корчма, а на станции и в поселке Бирзуловском — паровая мельница, винный погреб, оптовый склад винных и спиртных напитков, пять лавок, метеостанция. Как постоянные рабочие, так и поденщики, занятые на погрузочно-разгрузочных, ремонтных и других работах, подвергались жестокой эксплуатации со стороны предпринимателей и подрядчиков. Они вынуждены были работать по 12—15 часов в сутки, довольствоваться зарплатой, которой едва хватало на пропитание.
Бирзула в 1880—1890-е годы являлась одним из крупных рынков найма рабочих. В. И. Ленин в своем труде «Развитие капитализма в России», анализируя рост земледельческого пролетариата, в числе других рынков, где собирались тысячи рабочих и куда съезжались наниматели, назвал Бирзулу. В надежде найти работу сюда прибывали люди из различных районов Украины, России, Молдовы. По воскресеньям здесь собиралось свыше 9 тыс. человек
В ожидании найма пришлые жили под открытым небом, питались, кто как мог, чаще голодали. В 1894 году земство открыло в Бирзуле пункт общественного питания. Одна из газет того времени так писала о нём: «Много голодного люда теснится возле кухни, просят хотя бы немного борща или хлеба, чтобы утолить голод. Другие берут один обед на двоих-троих»
Но далеко не всегда желающим получить работу удавалось сразу найти её. Многим из них приходилось долго блуждать по пыльным дорогам от села к селу. Большой наплыв рабочей силы давал возможность помещикам и кулакам при найме диктовать свои условия, вынуждать батраков за мизерную плату работать в течение всего светового дня. В 1895 году Бирзула стала волостным центром Ананьевского уезда Херсонской губернии.
18 декабря 1904 года станцию Бирзула посетил император Николай II, осуществлявший смотр войскам, отправлявшимся в Маньчжурию на Русско-японскую войну.

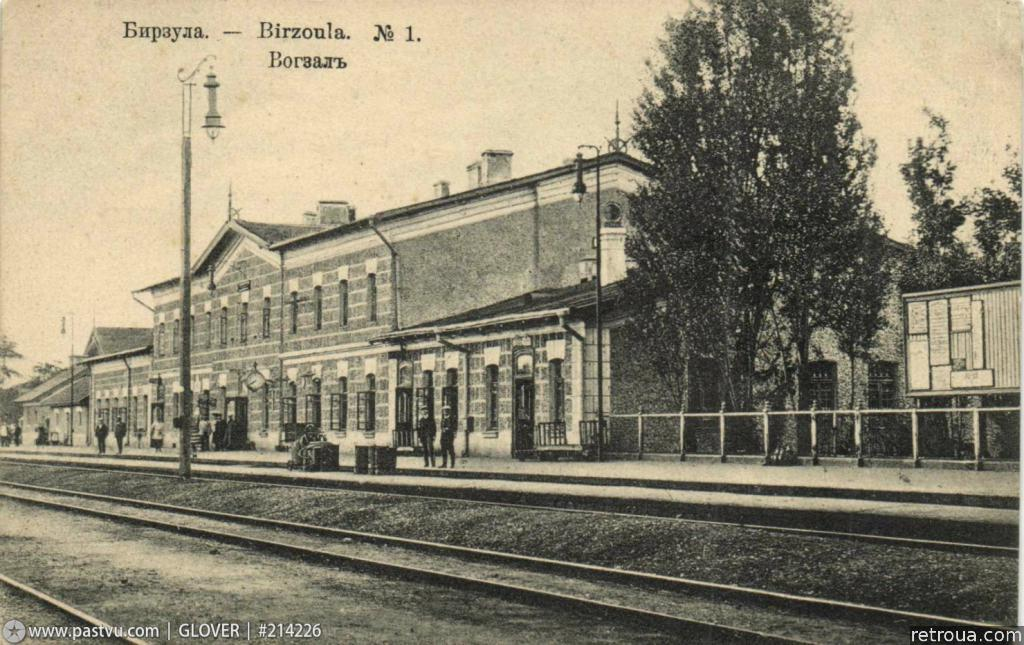
Железнодорожный вокзал, 1910

В январе 1905 года в Бирзуле состоялся митинг рабочих паровозного депо и железнодорожных мастерских с протестом против расправы с демонстрантами в Петербурге. В октябре того же года рабочие Бирзулы включились в общероссийскую политическую стачку. В декабре прошла массовая забастовка на ст. Бирзула.
В 1911 году было открыто земское двухклассное училище, где обучалось около 200 детей. В том же году была заложена гимназия, а в 1913 году — учреждено четырёхгодичное частное высшее начальное училище на 300 человек.
3 марта 1917 года в Бирзуле был создан общественной комитет — орган Временного правительства. 17 января 1918 года была провозглашена советская власть рабочих и крестьян, после чего поселение вошло в состав образованной Одесской Советской Республики. 5-7 марта 1918 года Бирзула была захвачена румынскими и австро-германскими войсками. 24 ноября того же года австро-германские войска оставили Бирзулу. 5 декабря Бирзула была захвачена войсками Директории УНР. 6 февраля 1919 года на станции Бирзула состоялись переговоры Совета Народных Министров УНР, в лице министра агитации и пропаганды Остапенко С. С. с начальником штаба французской группы войск на Украине полковником Фрейденбергом. Представители УНР добивались от представителей Антанты признания их самостоятельности и допущения их на международную конференцию в Париже, содействия в проведении социальных реформ. Переговоры оказались безрезультатными. 8 апреля 1919 года Бирзула была взята частями 2-й Украинской советской дивизии. 2 сентября 1919 года захвачена войсками генерала Деникина. В январе 1920 года Бирзула снова была возвращена войсками Рабоче-крестьянской Красной армии.
В феврале 1921 года была образована Одесская губерния и Бирзула стала волостным центром Балтского округа этой губернии. В марте 1923 года, в результате административной реформы, Бирзула стала районным центром Балтского округа Одесской губернии. 30 июля 1924 года Бирзула получила статус посёлка городского типа.
12 октября 1924 года на левом берегу Днестрав составе Украинской ССР была создана Молдавская Автономная Советская Социалистическая Республика со столицей в городе Балта. Бирзула стала районным центром Молдавской АССР.
По данным переписи 1926 года, украинцы составляли 56,5 % населения Бирзулы, евреи — 25,1 %, русские — 12,1 %, молдаване — 1,9 %. Украинский язык родным назвали 43,5 % жителей, идиш — 24,4 %, русский — 27,9 %, молдавский — 1,6 %.
В мае 1935 года пгт. Бирзула переименован в пгт. Котовск. 10 июня 1938 года Котовску был присвоен статус города. 2 августа 1940 года Котовск вошёл в состав Одесской области.
5 августа 1941 года Котовск был взят войсками Германии и Румынии, после чего включён в состав румынского губернаторства Транснистрия. В ноябре 1942 года в Котовске были созданы антифашистские подпольные организации. В июле 1943 года подпольщики были арестованы. 31 марта 1944 года Котовск был освобождён войсками 53-й армии 2-го Украинского фронта в ходе Уманско-Ботошанской операции.
15 февраля 1954 года Котовск стал центром новообразованного Котовского района.

### В независимой Украине
1 декабря 1991 года подавляющее количество котовчан поддержали Акт Независимости Украины.
27.01.2016 года Горсовет переименовал 143 улицы, 62 переулка, а также некоторые проспекты, бульвары и площади. 12 мая 2016 года, в рамках декоммунизации, Котовск переименован в Подольск.
С 9 февраля 2019 года в городе Подольске начинает работу «Экологический фонд г. Подольска».

## Население
По данным переписи 1926 года, украинцы составляли 56,5 % населения Бирзулы, евреи — 25,1 %, русские — 12,1 %, молдаване — 1,9 %.
По данным переписи 2001 года, украинцы составляли 82,25 % населения города, русские — 10,34 %, молдаване — 5,12 %.

### Языковой состав
По данным переписи 1926 года, украинский язык родным назвали 43,5 % жителей Бирзулы, идиш — 24,4 %, русский — 27,9 %, молдавский — 1,6 %.
Родной язык населения по данным переписи 2001 года:
| Язык       | Численность, чел. | Доля     |
| ---------- | ----------------- | -------- |
| Украинский | 28 593            | 70,32 %  |
| Русский    | 10 791            | 26,53 %  |
| Молдавский | 915               | 2,25 %   |
| Другие     | 365               | 0,90 %   |
| Итого      | 40 664            | 100,00 % |

Украинский язык является основным и единственным официальным языком Подольска.
По данным Государственной службы статистики Украины в 2023/24 учебном году из 262 998 учащихся в учреждениях общего среднего образования в Одесской области 261 228 (99,33 %) обучались в украиноязычных классах, 1 335 (0,51 %) — в молдавоязычных, 400 (0,15 %) — в румыноязычных, 35 (0,01 %) — в болгароязычных. В украиноязычных классах учились все ученики городской местности.

## Пресса города
- «Котовские известия» — районная общественно-политическая газета, основана 21 января 1932 года.
- «Котовское время» — информационно-аналитическая газета.
- «Из рук в руки» — рекламно-информационная газета.
- «Слово и дело» — независимая газета, основана 7 марта 1992 года.
- «Котовская реклама» — газета бесплатных объявлений, основана 20 августа 2003 года.
- «Котовский благовест» — газета Котовского благочиния.

## Электронные СМИ города
- Официальный веб-портал города[10]
- ТК «Котовское эфирное телевидение»
- ТРК «Приморье»

## Уроженцы города
- Великий, Юрий Юрьевич

## Города-побратимы
- Молдова — Хынчешты (1965—1990 — Котовск).

## Фотогалерея

Перекрёсток Соборной ул. и просп. Победы
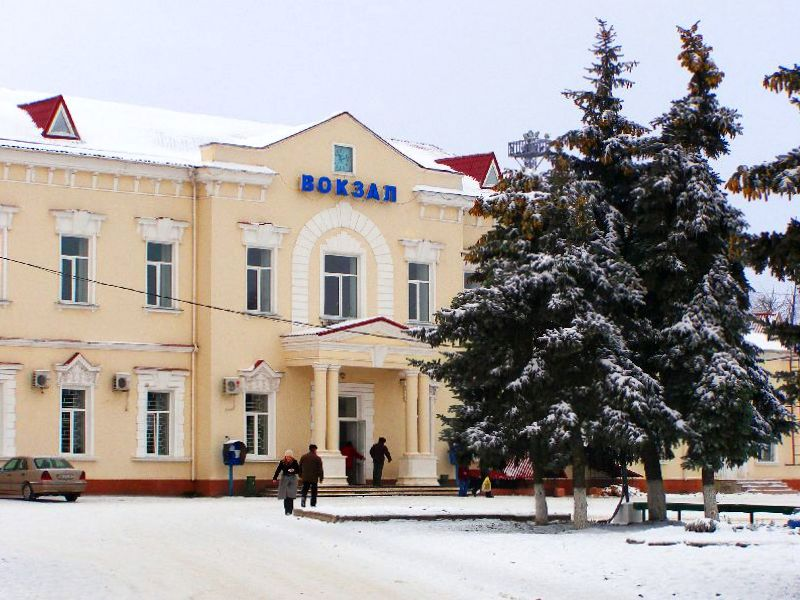
Железнодорожный вокзал
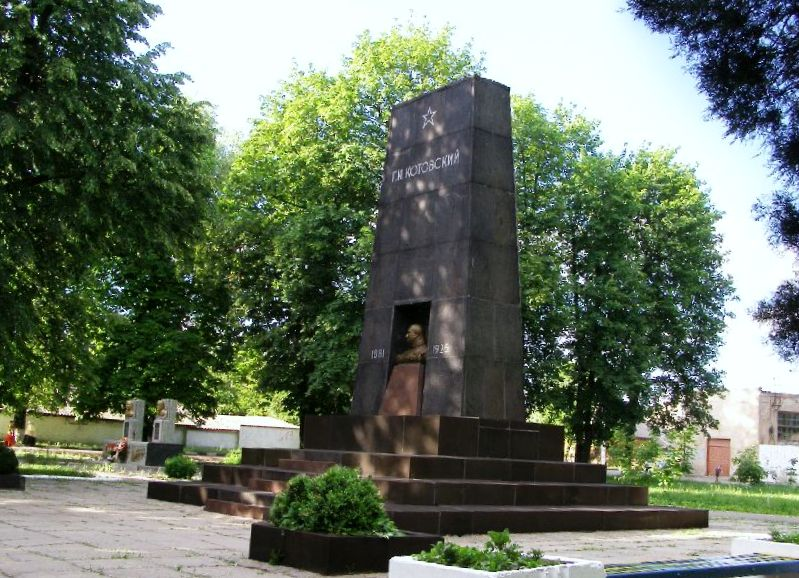
Склеп-могила Г. И. Котовского
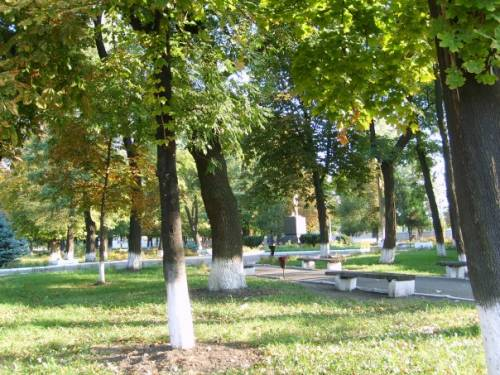
В парке им. Т. Г. Шевченко
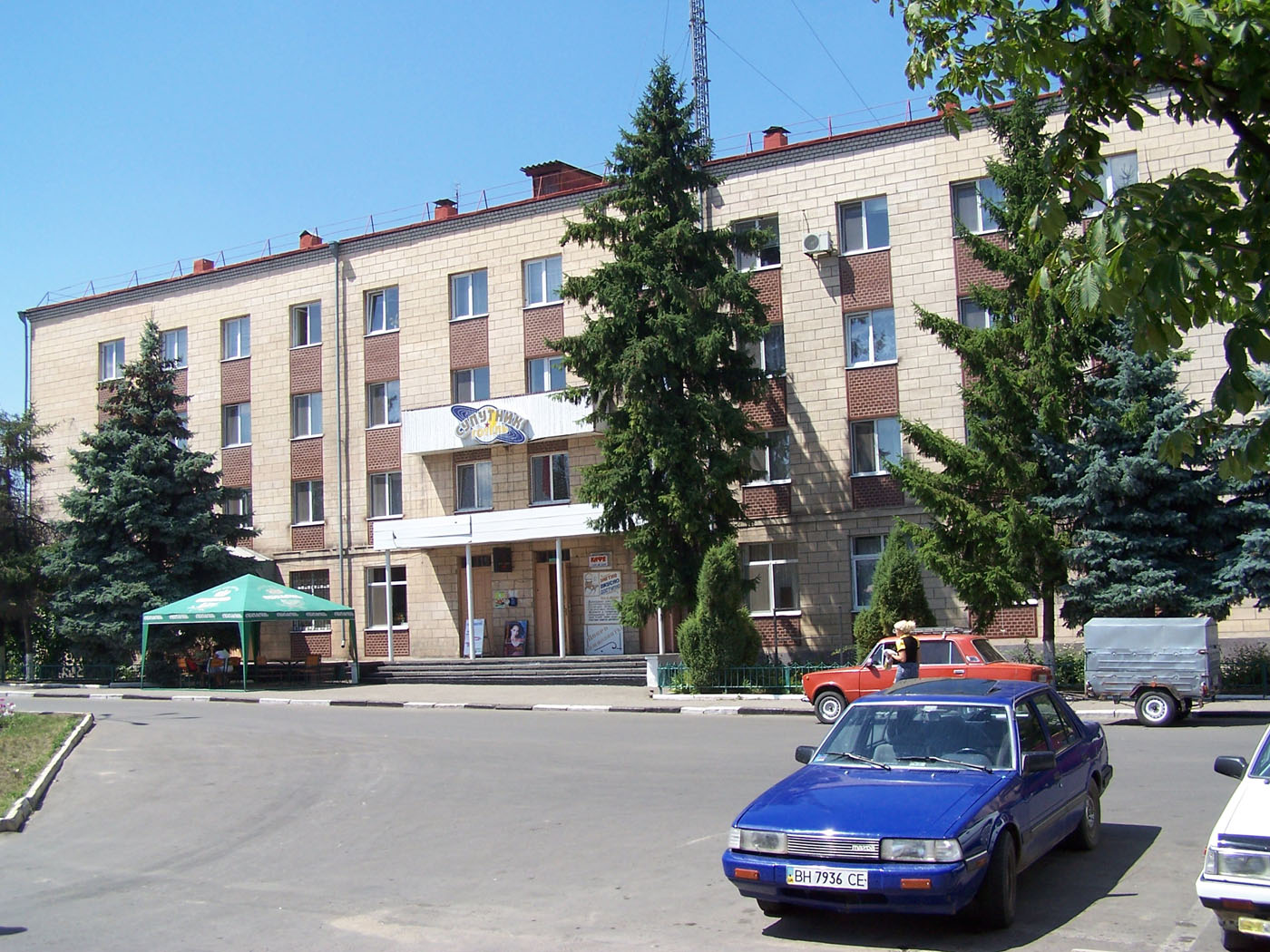
Гостиница «Спутник»
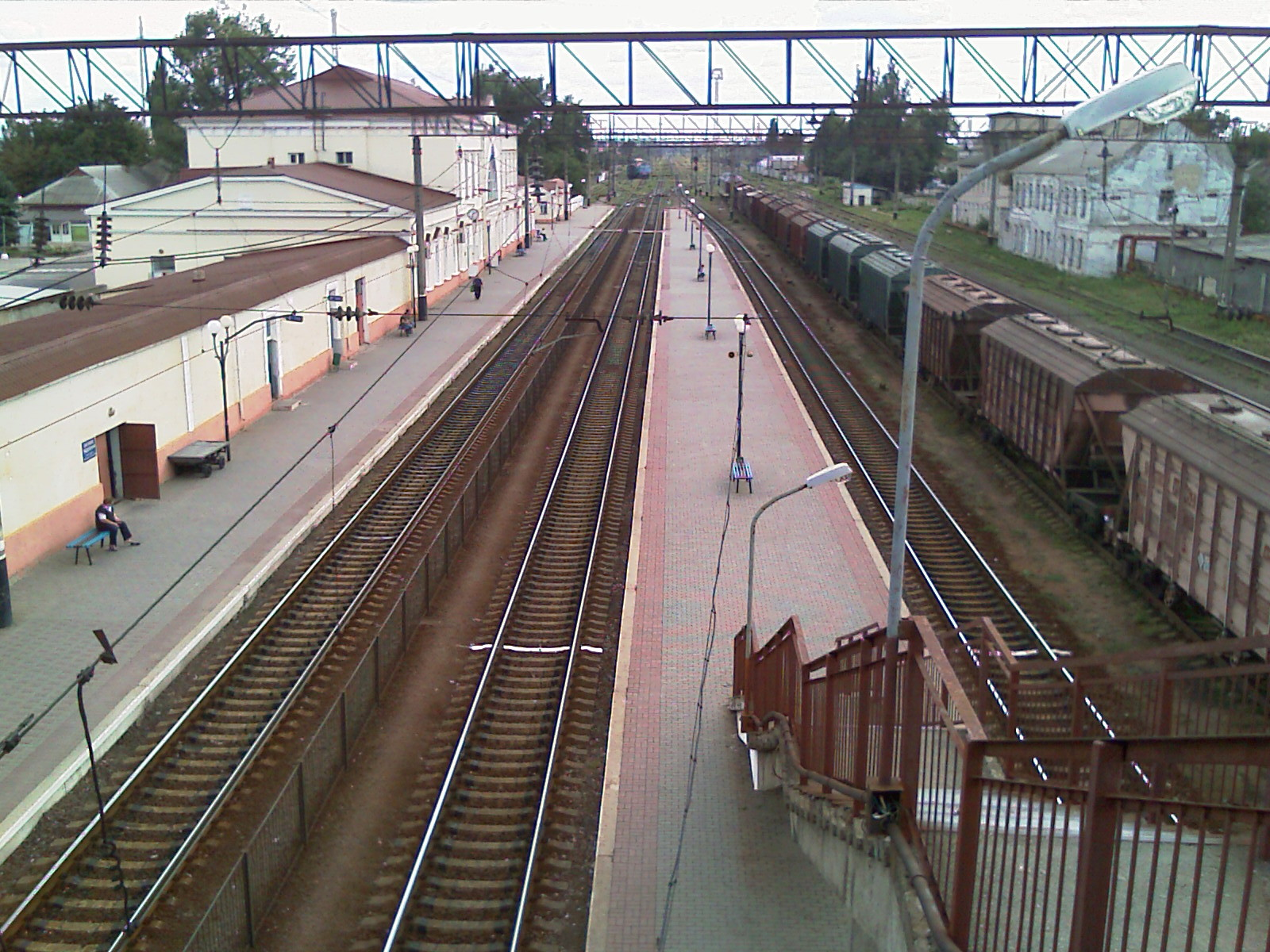
Железнодорожная станция, пассажирские платформы